# Szexuális visszaélések a római katolikus egyházban
A szexuális visszaélések a római katolikus egyházban olyan bűncselekmények, melyeket római katolikus egyházi személyek státuszukkal visszaélve követnek el a rájuk bízottak, sok esetben fiatalok kárára. A jelenségre jelentősebb mértékben a 20. század végén és 21. század elején a római katolikus egyházon belül kirobbant botrányok hívták fel a figyelmet. Ezek során nem csak az bizonyosodott be, hogy a katolikus egyházon belül jelentős számban fordultak elő ilyen cselekmények, de az is, hogy az egyház évtizedeken keresztül próbálta titkolni ezeket az eseteket, akár az elkövetők bújtatása, védelmezése árán is. Ezért, és mivel a szexuális bűncselekményekre általában is jellemző a nagy mértékű látencia,  nehezen becsülhető meg, hogy a katolikus egyházon belül mekkora arányban vannak jelen az ilyen cselekményt elkövető egyházi személyek. A 2019-ig napvilágra került eseteket és egyházközségi adatközléseket feldolgozó egyházi, valamint világi kutatások 2–7%-ra teszik az ilyen cselekményt elkövetők arányát a katolikus egyházi személyek körében.

## A bostoni esetek feltárása
A visszaélések felderítésében jelentős szerepet játszott a Boston Globe című újság tényfeltáró csapata, ami 2002-ben cikksorozatban tárta föl a bostoni katolikus közösségekben jelen lévő szexuális bántalmazási eseteket, és azt, hogy a bostoni érsekség hogyan próbálta eltussolni ezeket az eseteket. A nyomozásról 2015-ben készült Spotlight – Egy nyomozás részletei című, több Oscar-díjjal jutalmazott film. 

## Az egyház szembenézési kísérlete
A szexuális visszaélések miatt Ferenc pápa 2019. február 21-étől négynapos tanácskozást hívott össze a Vatikánban, a világ püspöki konferenciáinak elnökeinek, a szerzetesrendek képviselőinek, és a Római Kúria, valamint a bíborosi tanács tagjainak részvételével. A tanácskozás végén a pápa kijelentette, hogy az egyház a jövőben mindent meg fog tenni, azért, hogy a visszaélések elkövetőit felelősségre vonják, és a visszaéléseket megszüntessék.